# Chromidotilapia guntheri
Chromidotilapia guntheri là một loài cá hoàng đế từ châu Phi. Nó có hai phân loài:C. g. guntheri có phạm vi từ Liberia tới Guinea Xích Đạo và Niger, trong khi C. g. loennbergi bị giới hạn trong Hồ Barombi-ba-Kotto, một hồ miệng núi lửa nhỏ ở Cameroon.